# Rozvodí

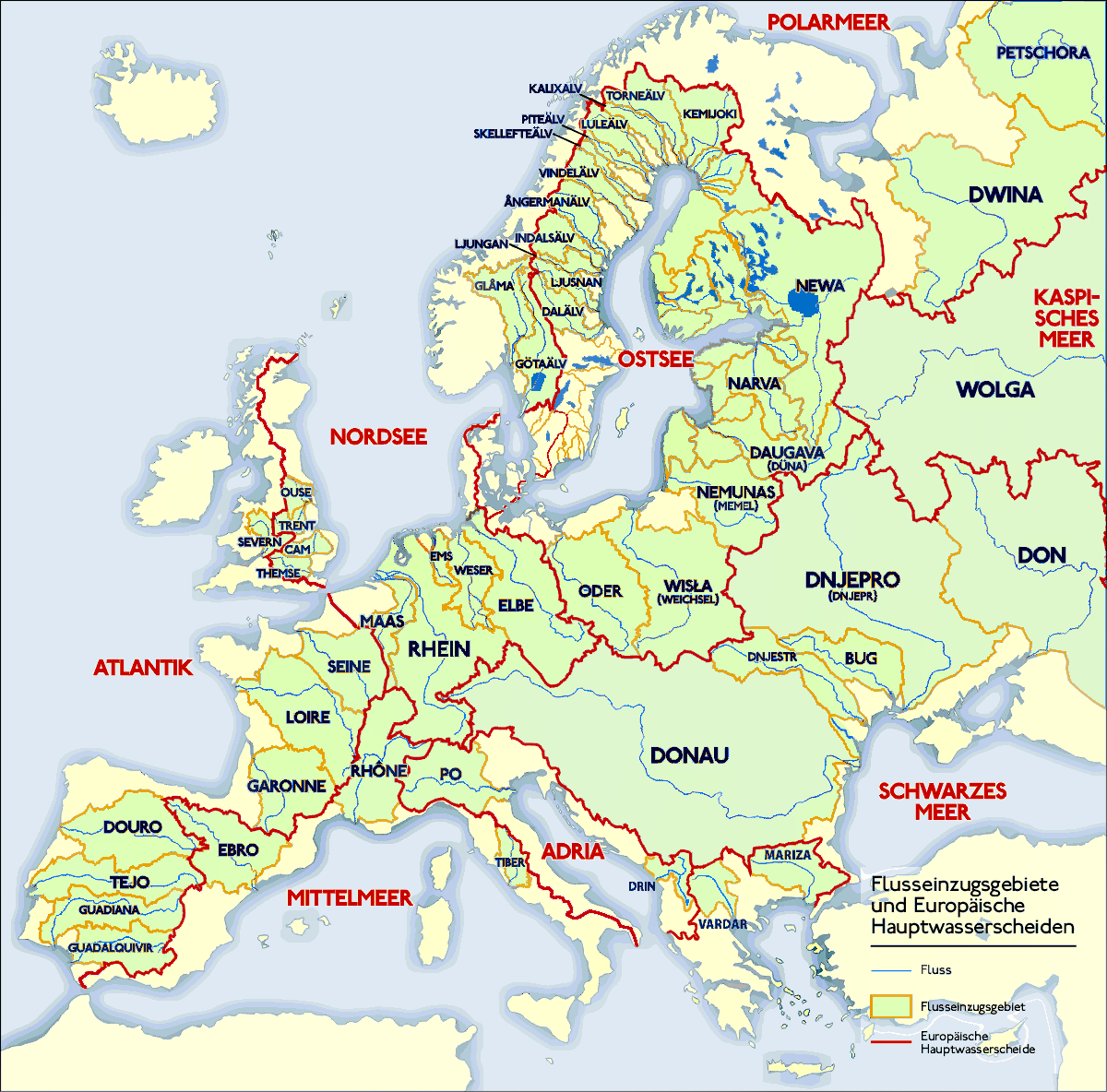
Evropská povodí a hlavní rozvodí

Rozvodí tvoří hranici mezi sousedícími povodími. Po rozvodí vede rozvodnice, která se nejčastěji nachází na topografických vrcholech a horských hřebenech. Někdy je rozvodí v krajině neznatelné. Hlavní rozvodí se nazývají kontinentální rozvodí. Rozvodí jsou geograficky důležité body a často tvoří i politické hranice. Zjednodušeně řečeno jsou to pomyslné čáry, které tvoří hranice mezi povodími.
Rozvodí ovlivňují směry toků řek. Někdy se jednotlivá povodí propojují pomocí uměle vybudovaných kanálů.

## Rozvodí Česka
Územím českého státu procházejí tři hlavní evropská rozvodí oddělující úmoří Severního, Baltského a Černého moře. Všechna tři rozvodí se sbíhají na vrcholu Klepáč (1145 m), polsky Trójmorski Wierch, ležícím na česko-polské hranici v hřebeni Králického Sněžníku.